# 사랑은 블루

《사랑은 블루》는 1995년 2월 8일부터 1995년 3월 30일까지 방송되었던 SBS 수목 드라마였다.

## 기획 의도
어릴 적부터 수영의 라이벌로 절친한 친구로 자라온 동하와 재성, 그리고 동하와의 애틋한 사랑을 키워나가는 혜진, 동하가 재성의 죽음과 혜진과의 엇갈린 사랑으로 헤어나기 힘든 슬럼프에 빠지면서 겪는 좌절의 과정을 그린 드라마다.

## 등장 인물
- 박상민 : 김동하 역
- 전도연 : 나혜진 역
- 이종원 : 박지훈 역
- 이정재 : 나재성 역(1, 2회 출연)
- 김예린 : 유미 역
- 권해효 : 운오 역
- 유혜정 : 연주 역
- 정욱 : 박 회장 역
- 진유영 : 조수근 역
- 김희정
- 이진아
- 이승형
- 원기준

## 참고 사항
- 전도연이 맡았던 나혜진 역은 당초 김원희가 낙점됐으나 같은 방송사 드라마 《이 여자가 사는 법》 녹화 스케줄과 겹쳐 고사하자 전도연으로 최종 확정됐다[1].
- 아울러, 당초 이정재가 주연이었으나 갑작스러운 군입대 탓인지 박상민을 대타로 내세웠는데 이정재는 수영실력을 겨루다 사고로 숨지는 박상민의 친구로 드라마 초반에 잠시 나온 바 있었다[2].
- 이 때문에 박상민은 MBC 짝 캐스팅[3] 제의를 거절해 버렸다.
- 극 중 김동하 역을 맡았던 박상민이 해당 드라마 프로그램으로 첫 TV 출연을 했다.[4]
- 1995년 2월 8일 방송에서 수영 선수들의 샤워 장면을 내보내며 남성 배우들의 전라 장면을 노출시켜 같은 달 15일 방송위원회로부터 '경고' 조치를 받았다.[5]